# Temnomastax hamus
Temnomastax hamus är en insektsart som beskrevs av Rehn, J.A.G. och J.W.H. Rehn 1942. Temnomastax hamus ingår i släktet Temnomastax och familjen Eumastacidae. Inga underarter finns listade i Catalogue of Life.